# Lancetta
A lancetta egy az orvostudományban használt eszköz, melynek két éle van, és szúrásra, valamint vágásra alkalmas. Kisebb tályog felnyitásához, érvágáshoz, valamint oltásoknál alkalmazható műszer.
A művészettörténeti szakirodalomban a csúcsíves boltív és ennek nyomán minden csúcsíves formájú ábrázolásrészlet megnevezése.